# Привид замку Моррісвіль
«Привид замку Моррісвіль» (чеськ. Fantom Morrisvillu) — чехословацька пародійна комедія-детектив, поставлена в 1966 році режисером Борживоєм Земаном.

## Сюжет
Ненавантажений барабанщик в театральному оркестрі Еміль проводить час в очікуванні своєї партії під час театральної опери композитора Жоржа Бізе «Кармен», читаючи захоплюючу детективну історію, яку потім переживає в своїй уяві під час театральної вистави.

## У ролях
| Актор             | Роль                                          |
| ----------------- | --------------------------------------------- |
| Олдріх Нови       | барабанщик Еміль/ сер Ганнібал Морріс/ привид |
| Вальдемар Матушка | Мануель Діас                                  |
| Квета Фіалова     | леді Кларенс Гамільтон, наречена Ганнібала    |
| Віт Олмер         | Аллан Пінкертон                               |
| Яна Новакова      | Мабель, секретар Ганнібала                    |
| Ярослав Марван    | інспектор поліції Брампбі                     |